# Norma europea
Una norma europea o EN és una norma tècnica d'estandardització d'una activitat éconòmica que vigeix a la Unió Europea. Sempre són ratificades per una de les tres comitès després d'un procediment públic: el Comitè Europeu de Normalització (CEN), Comitè Europeu de Normalització Electrotècnica (CENELEC) i l'Institut Europeu de Normes de Telecomunicacions (ETSI). Dins la Unió Europea és reglementat pel Reglament sobre la normalització europea.
La seva finalitat és harmonitzar i racionalitzar la producció. Normes faciliten la comparació de preu i qualitat i així fomenten la concurrència. Redueixen les barreres al comerç internacional i fomenten la col·laboració entre indústries dels països membres. Eviten, com era abans, que normes diferents d'un país a l'altre dificulten els negocis. Contribueixen a una major eficàcia i redueixen el malgastament de recursos. Un exemple és l'estandard dels formats de paper EN ISO 216 ja desenvolupat a Alemanya el 1922 i el seu format A4 més conegut i d'ús quotidià a qualsevol impressora.

## Numeració
La nomenclatura també es va estandarditzar. Tot i això, les necessitats industrials o el progrés de la ciència fan que les normes evolucionen també i de tant en tant són actualitzades. Per això és útil de precisar la versió utilitzada, com per exemple «EN 13164:2013» per l'actual norma del poliestirè extrudit.
| número                    | Observació |
| ------------------------- | --- |
| EN 1 cap a EN 99          | Normes del Comitè Europeu de Normalització (CEN) |
| EN 1000 cap a EN 1999     | Normes del Comitè Europeu de Normalització (CEN) |
| EN 2000 cap a EN 6999     | Normes desenvolupades per l'Associació Europeas de la indústria aeroespacials i militar, conegut am el nom anglès AeroSpace and Defence Industries Association of Europe (AECMA) |
| EN 10000 cap a EN 10999   | encara no utilitzat |
| EN 20000 cap a EN 29999   | Numeració obsoleta de les normes de ISO de l'Organització Internacional per a l'Estandardització que van ser integrades al sistema europeu, antigament, la norma „ISO NNNN“ va esdevenir „EN 2NNNN“, per exemple ISO 2338 = EN 22338. En l'actualitat s'utilitza la nomenclatura EN ISO 2338. |
| EN 40000 cap a EN 44999   | Normes de les Tecnologies de la informació i la comunicació desenvolupades per CEN o CENELEC |
| EN 50000 cap a EN 59999   | Normes de CENELEC |
| EN 60000 cap a EN 69999   | Normes de CENELEC, amb adaptacions represes de normes Comissió Electrotècnica Internacional (IEC) o sense |
| EN 100000 cap a EN 299999 | CENELEC Electronic Components Committee (CECC) Normes per a l'avaluació de la qualitat de components electrònics |
| EN 300000 cap a EN 399999 | Normes de l'Institut Europeu de Normes de Telecomunicacions (ETSI) |